# Гасконская кухня

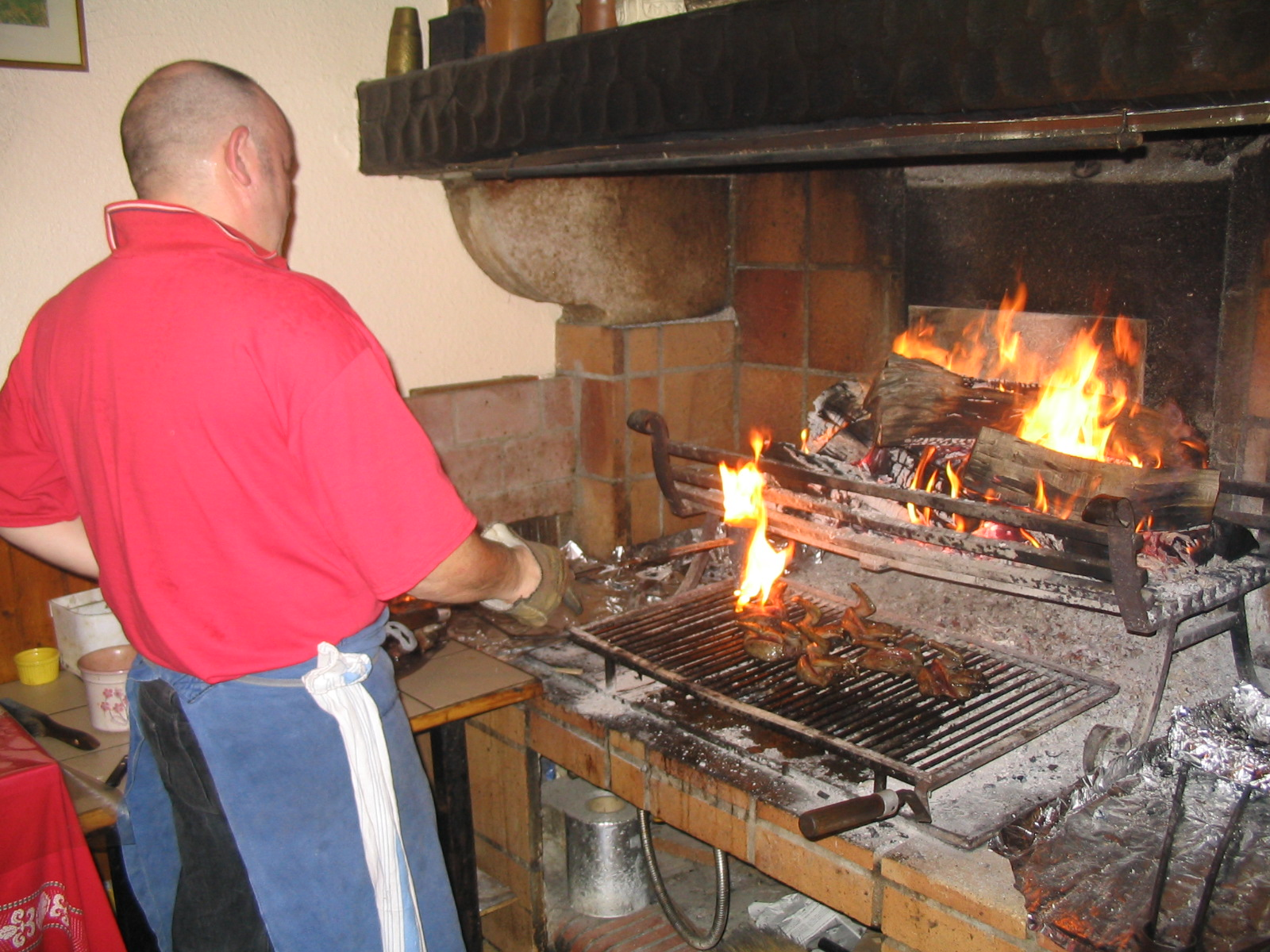
Приготовление диких голубей

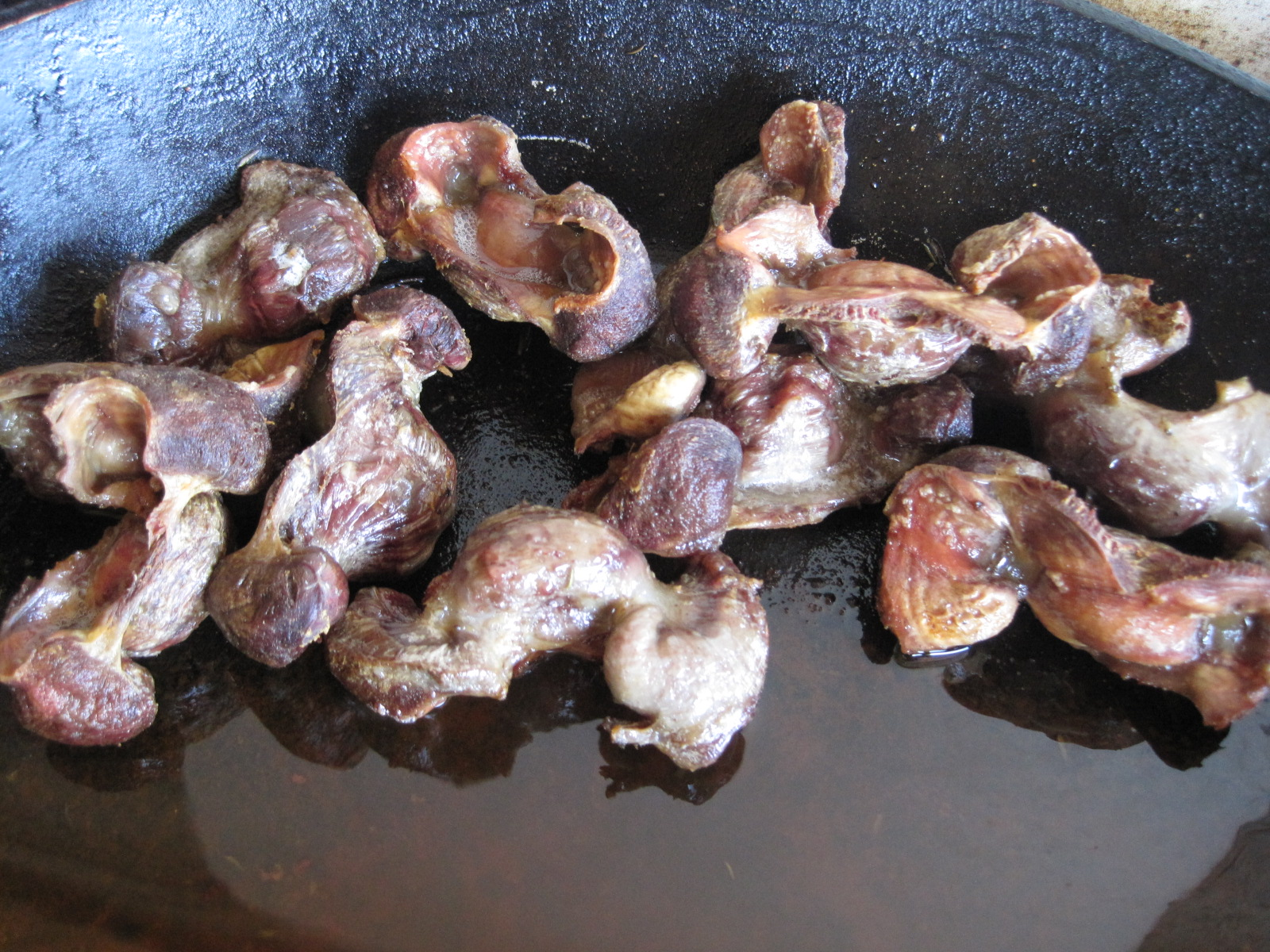
Утиные желудочки

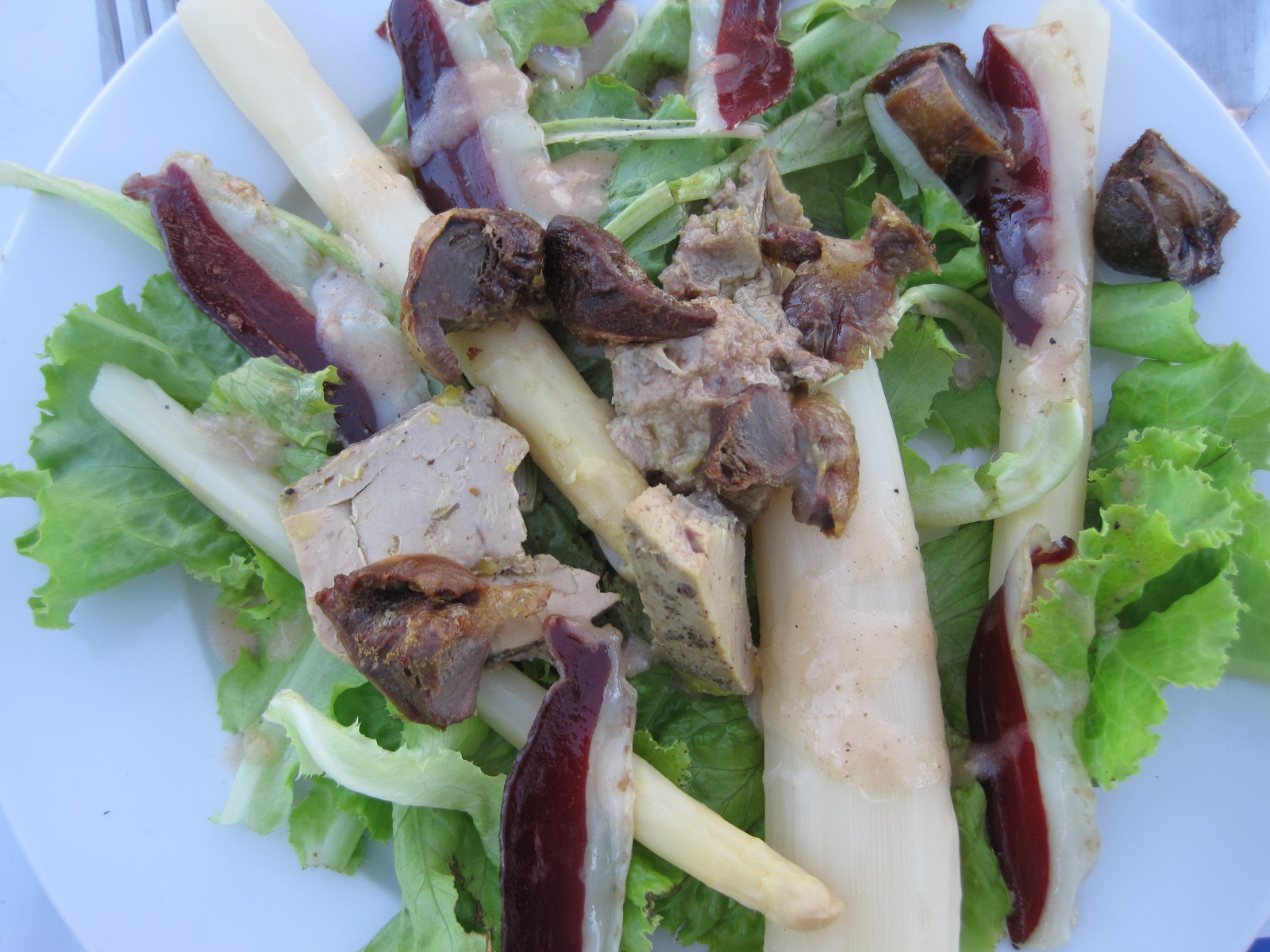
Салат Ландес с утиными желудками, утиным мясом, фуа-гра, спаржей

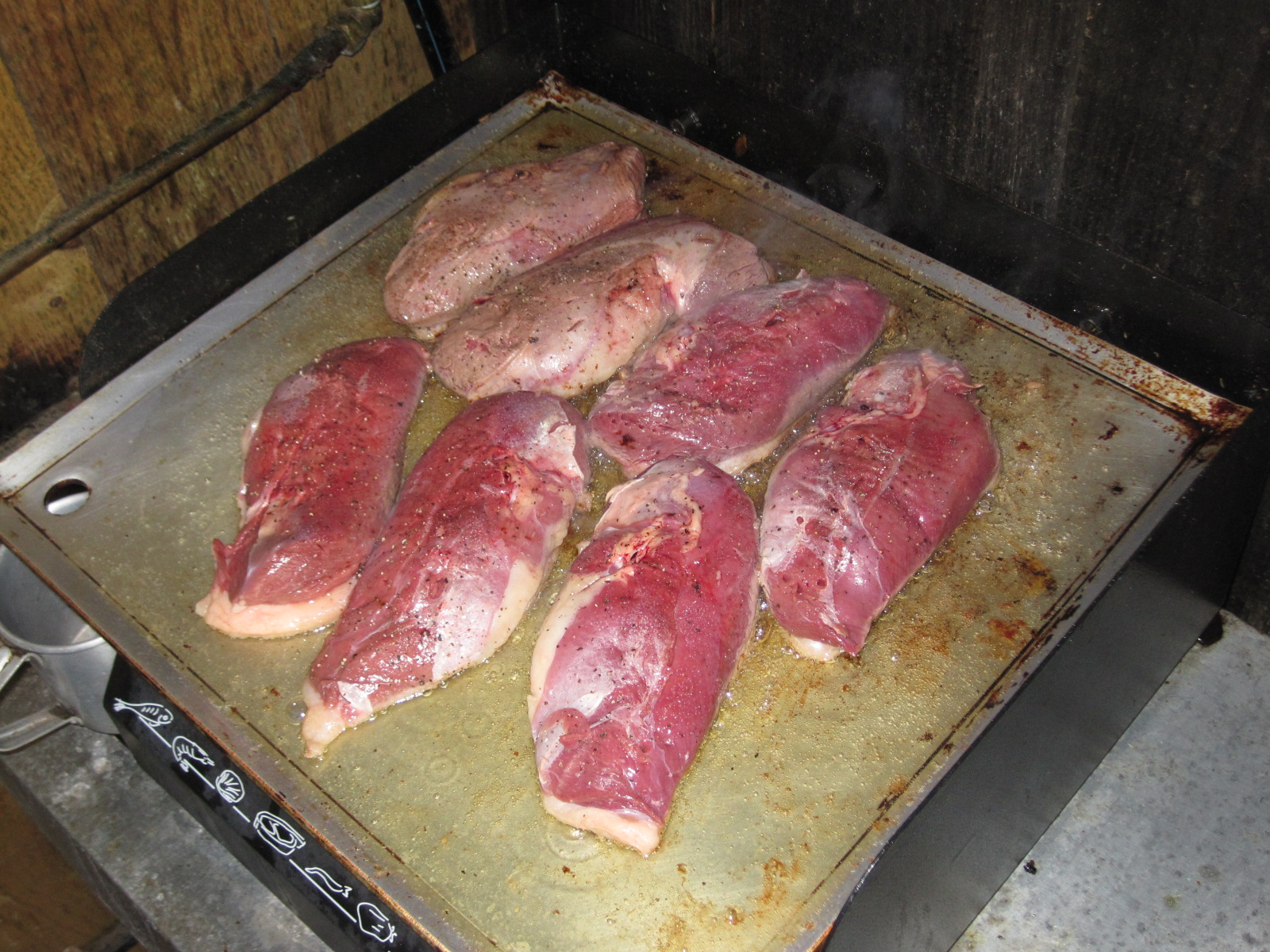
Утиная грудка готовится на гридле

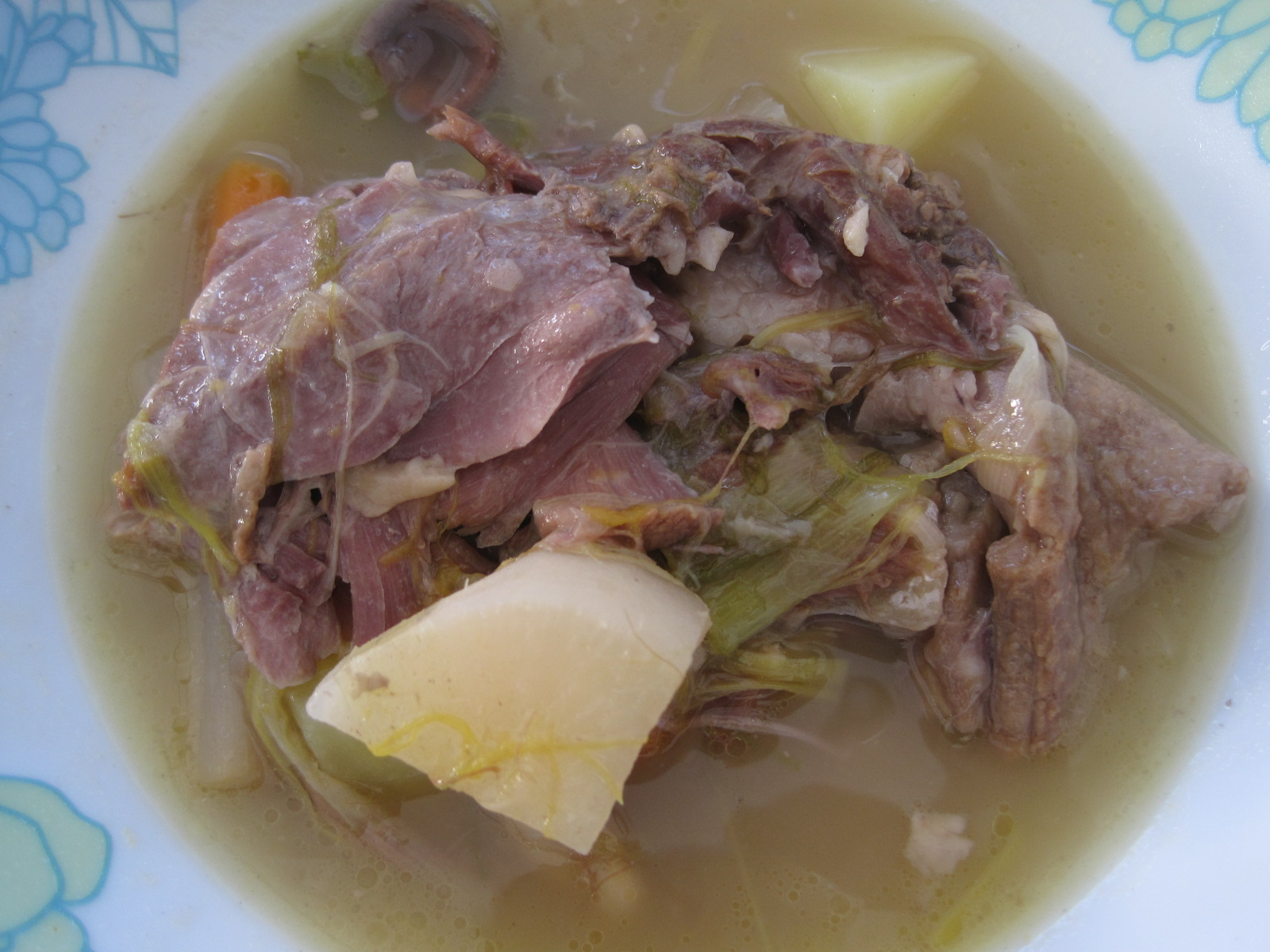
Тарелка с гарбюром

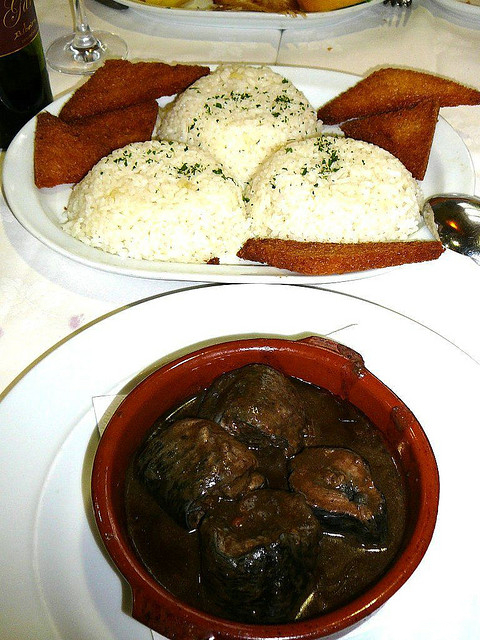
Минога приготовленная по-бордоски

Гасконская кухня — кухня исторического региона Гасконь, один из столпов французской кухни. Её оригинальность происходит из использования региональных продуктов и многовековой кулинарной традиции Аквитании и Юга Пиренеев. В частности, это приготовление пищи на жире, например, на гусином и утином жире, тогда как кухня юга Франции предпочитает жарить на масле, а кухня Нормандии содержит больше блюд, которые тушат или готовят на сливочном масле. Большая продолжительность жизни гасконцев, несмотря на калорийную пищу, является классическим примером французского парадокса.
Для кухни Гаскони характерно использование региональных продуктов, таких как утиный жир и утиное фуа-гра, солёная ветчина и знаменитый острый гасконский перец чили. Обычными приправами являются горчица Безоль, чеснок, соус из петрушки персильада и лук. Часто едят белые грибы, зеленушка, ранее широко употребляемая в пищу, стала считаться ядовитым грибом. Традиционно употребляют в пищу жаворонков и обыкновенного лесного голубя (вяхиря); садовая овсянка, которую также ели, с 1999 года является охраняемым видом. Морепродукты в гасконской кухне включают устриц, моллюски, угрей, миног и селёдку.
Наиболее употребляемые вина включают кларет (розе) и красные танинные вина, наиболее важными из которых являются вина Бордо (каберне и мерло), а также вина Мадирана (таннат и каберне), наиболее танинные и хорошо подходящие к местной кухне. Десертные вина, идеально подходящие к бриошам, каштанам и фуа-гра, обычно производятся из Бордо (Сотерн и Беарн (регион Журансон). Вина из винодельческого региона Кот-де-Гасконь и Арманьяк используются в кулинарии и для ароматизации туртьеров.
Сельские семейные посиделки часто включают в себя жареные каштаны со стаканом вина бурру (сладкое, находящееся в процессе брожения, продается без пробки), а также roste, жареный хлеб, натёртый чесноком или tjonque (соус, приготовленный из остатков жира или «сока» от жареной утки).

## Супы
- Гарбюр
- Турен — суп из лука, помидоров и/или чеснока с яйцом и сыром

## Блюда
- Фуа-гра, засахаренная или обжаренная в свежем виде в виде котлет.
- Салат Ландез, в котором используются утиная грудка и желудки.
- Копчёная утиная грудка
- Байонская ветчина
- Крепинеты (колбаски) Бордо
- Угри
- Санкетте — жареное блюдо из крови ягненка, чеснока, сладкого лука, петрушки и панчетты.

## Основные блюда
- Шалосская говядина
- Утиное конфи
- Утиная грудка
- Голубиное рагу
- Тушёное мясо из гасконской свиньи
- Омлет со сладким гасконским чили
- Омлет с белыми грибами (Boletus edulis)
- Минога «по-бордолезски» (приготовленная в тёмном соусе из крови миноги)
- Трикандильи — отварной свиной рубец, приготовленный на гриле
- Миллас — несладкий пирог из кукурузной муки

## Сыры
- Аму — овечий сыр, производимый в регионе Аму.

## Десерты
- Пастис ландайс — пирог или кекс со вкусом апельсинового цвета, ванили и рома.
- Канеле
- Туртьер — пирог с яблоками или черносливом.
- Крустад, украшенный слоёным тестом
- Кручады — жареные кукурузные лепешки.
- Миллас — сладкий пирог